# Kulturindustrie – Aufklärung als Massenbetrug
Kulturindustrie – Aufklärung als Massenbetrug ist ein Kapitel aus der Dialektik der Aufklärung, einer Sammlung von Essays von Max Horkheimer und Theodor W. Adorno aus dem Jahr 1944. In diesem Kapitel analysieren die Autoren die veränderte Produktion und Funktion von Kultur im Spätkapitalismus.
„Kulturindustrie“ ist ein komplexer und kein statischer Begriff und entzieht sich einer eindeutigen Definition. Er ersetzte den von den Autoren ursprünglich verwendeten Begriff der Massenkultur. Mit dem Begriff Kulturindustrie werden meist die Kernthesen des Kapitels gemeint: Alle Kultur wird zur Ware; Kunst definiert sich über ihren ökonomischen Wert, nicht nach ästhetischen Gesichtspunkten, die für die Analyse des autonomen Kunstwerks der bürgerlichen Gesellschaft eine Rolle spielen. So wird das Ästhetische selbst zur Funktion der Ware, indem es die Bilder der Reklame vorbestimmt.
Mit Kulturindustrie meinen die Autoren die gesellschaftliche Implikation von kulturellen Ereignissen und Erzeugnissen. Adorno/Horkheimer beschreiben in ihr die Warenform und die Ideologie derselben als die beiden zentralen Momente kapitalistischer Vergesellschaftung. Kulturindustrie erscheint als Verblendungszusammenhang, der die gesellschaftlichen Herrschaftsverhältnisse naturalisiert. Dieser „soziale Kitt“, wie Erich Fromm die Ideologie der Kulturindustrie nannte, agiert als Mittel von Herrschaft und Integration. Diese Integration durch die Kulturindustrie beruht auch auf der Feststellung, dass die Produktion immer auch den Konsum reguliert. Die Verwaltungsform von Kultur, die gerade auch den Intellektuellen nötigt, Wissen zu produzieren, das einer Nutzen-Relation unterworfen ist, zeichnet die Kulturindustrie als Herrschaft von oben aus.

## Warencharakter von Kulturprodukten
Adorno/Horkheimer beziehen sich bei der Analyse von Kulturprodukten im Wesentlichen auf zwei grundsätzliche Methoden der Warenbetrachtung:
1. Der Warencharakterdefinition nach Marx, mit der Unterscheidung zwischen Gebrauchswert und Tauschwert
2. Andererseits stellt er Kulturware authentischen Kunstwerken gegenüber

Zum ersten Punkt sei Folgendes erläutert: In der Nützlichkeit eines Gegenstands, ein menschliches Bedürfnis zu stillen, ist laut Marx der Gebrauchswert bestimmt: „Die Nützlichkeit eines Dings macht es zum Gebrauchswert“. Der Gebrauchswert ist also dem Gegenstand immanent, während der Tauschwert erst durch den Austausch des Produkts unter den Personen entsteht: In diesem Moment ist das Produkt zur Ware geworden. Marx sagt auch, der Austausch – und so der Tauschwert – sind konstitutiv dafür, dass ein Gegenstand eine „Ware“ ist. Der Kapitalismus basiert nach Marx auf „Tauschwertproduktion“. Die Produkte werden nicht produziert, um den Kapitalisten einen Gebrauchswert zu verschaffen, sondern den potentiellen Käufern. Es wird daher für den Markt produziert, um Tauschwert zu realisieren, mithilfe dessen dann Gebrauchswerte angeeignet werden können.
Das „authentische Kunstwerk“, das im zweiten Punkt benannt wurde, gilt der Kulturware als Kontrast. Mit diesen zwei Methoden unterziehen die Autoren die Kulturindustrie einer kritischen Analyse. Die Autoren teilen die Analyse in zwei Abschnitte, um den Unterschied der Kultur vor und während der einsetzenden Kulturindustrie darzustellen:
- bürgerlich-liberales Zeitalter
  - Kunst und Kultur stehen für Emanzipation
  - Von Kunst und Kultur ging ein kritischer Impuls aus
    - Kunst und Kultur waren widerständig in ihren Haltungen gegenüber machtvollen Gegnern

  - Kunst und Kultur waren relativ autonom
  - Kunst und Kultur vermochten es sich über die gesellschaftliche Realität hinaus zu entwickeln und so Veränderungsideen zu entwickeln
- Spätkapitalismus
  - Durch die Kulturindustrie hat sich der Gehalt von Kultur verändert
  - Der autonome Charakter der Kultur hat sich komplett zum heteronomen Charakter entwickelt
  - Die Kulturwelt teilt sich in 2 Teile:
    - Großer Bereich kulturindustrieller Waren
    - Kleiner Bereich authentischer, verbliebener bürgerlicher Kunst

  - Kulturindustrielle Werke treten daher als Erben der bürgerlichen Kultur an die Stelle dieser nunmehr „wahrhaftigen“ Kunst

Im bürgerlich-liberalen Zeitalter musste laut Adorno/Horkheimer Kunst als eine zwar stets elitäre angesehen werden – in der Dialektik der Aufklärung sprechen die Autoren von der bürgerlichen Kunst, die von Anbeginn mit dem Ausschluss der Unterklasse erkauft wurde. Sie orientierte sich jedoch immer am kollektiven Gemeinwohl und war diesem zuträglich. Ihre Impulse waren es, die eine Fortentwicklung der Gesellschaft ermöglicht haben. Ab dem Zeitalter des Spätkapitalismus veränderte sich diese Aufgabe als Motor der Gesellschaft. Von einer Kunst, die laut Adorno/Horkheimer ihren Wert vor allem in sich – einen Gebrauchswert in der Hinsicht, dass das Bedürfnis nach gesellschaftlicher Gerechtigkeit erfüllt wird – hin zu einem Produkt des Marktes, dessen Wert daraus sich ergibt, wie häufig es getauscht wird. Diese Kunst hat ihren autonomen Charakter verloren, indem sie sich als Mittel zum Zweck (der Generierung von Kapital) hat abstempeln lassen. Für das Erreichen ebendieses Zwecks hat die Kulturindustrie, an welche die Autonomie der Kunst verloren ging, ein mittlerweile globales Netzwerk geschaffen. Dieses besteht in seiner Grundstruktur aus der Kulturproduktion, welche Kulturwaren produziert: eben den Kulturwaren, die überall auf der Welt verteilt werden. Zweitens schafft sie den Kulturmarkt, der als Bindeglied zwischen den Waren und den Konsumenten agiert, welche schließlich das vierte Bindeglied dieses Strukturnetzwerks darstellen:
Mit dem Aufkommen der Industrialisierung, dem Erweitern der Kommunikationsmöglichkeiten und dem Auftreten von ersten überregionalen Zeitungen war die Situation des Kulturbetriebs eine neue. Ohne diese Situation wäre eine Kulturindustrie nicht möglich gewesen. Jedes Kulturprodukt, darunter die Massenmedien im Besonderen, ist laut Adorno/Horkheimer der Kulturindustrie ausgeliefert – und umgekehrt. Industrie und Produkt sind immer in einem derartigen Maße miteinander verknüpft, dass sie als Eines gesehen werden können. Medien, wie alle Kulturprodukte, sind auch ein Produkt der Kulturindustrie.
Kulturprodukte der Kulturindustrie richten sich also, so die Autoren, nicht nach dem eigenen Gehalt und nach stimmiger Gestaltung, sondern vielmehr nach der Verwertung. Die gesamte Praxis der Kulturindustrie überträgt das Profitmotiv blank auf das geistige Gebilde. Geistige Gebilde kulturindustriellen Stils seien, so Adorno/Horkheimer resümierend, nicht länger auch Waren, sondern sie seien es durch und durch.

## Das Publikum
Aus dem im vorangegangenen Kapitel beschriebenen Warendasein ergibt es sich, dass die Ware Kultur auch als solche ihre Konsumenten finden muss. Waren finden dann ihren Konsumenten, wenn dieser in ihnen einen Nutzen sieht – oder glaubt, in ihnen einen Nutzen zu sehen. Das Streben aus der Situation des Künstlers oder des Apparates, der ihn umgibt, heraus, einen Abnehmer zu erreichen, führt zu einer Anpassung an diesen Abnehmer. Dadurch wiederum verliert die Kultur die Funktion des kritischen Moments der Gesellschaft und wird zu einem Integrativen. Das Publikum agiert aber in diesem Austauschprozess nicht fordernd, sondern lässt sich sozusagen bedienen von der Kultur. Kultur, so Adorno/Horkheimer, fällt in den Lebensbereich der Freizeit. Freizeit aber ist nur die regenerative Phase, die der Arbeitsphase untertan ist. Als regenerative Phase soll sie also möglichst wenig Energie in Anspruch nehmen. Dafür versucht die Kultur schon sich selbst anzuleiten.

## Wechselwirkung zwischen Subjekt und Massenkonsumgütern
Für Horkheimer und Adorno manipuliert die Kulturindustrie die Menschen. Diese Manipulation ist weder immer beabsichtigt und kontrolliert, noch strebt sie in eine Richtung. Trotzdem höhlt dieses tropfende Wasser auf den Stein der Gesellschaft diesen notwendig aus. Den manipulativen Effekt konstatieren sie an zwei Momenten:
1. Das Individuum wird von der Kulturindustrie auf die Konsumentenrolle reduziert
2. Die Kulturindustrie speist die Konsumenten mit trivialen, oberflächlichen Nichtigkeiten

Damit wird aber auch klar: Es handelt sich bei der Kulturindustrie um eine von Eliten geführte Kulturprägung und nicht um das, was der Vorgängerbegriff Massenkultur aussagen kann, es handelt sich nicht um eine Kultur der Massen, nicht um eine Volkskultur. Adorno schreibt dies auch in „Kulturkritik und Gesellschaft“:

„Wir [er bezieht sich auf sich selbst und Horkheimer, NSM] ersetzen den Ausdruck [Massenkultur, NSM] durch „Kulturindustrie“, um von vornherein die Deutung auszuschalten, die den Anwälten der Sache genehm ist: dass es sich um etwas wie spontan aus den Massen selbst aufsteigende Kultur handele, um die gegenwärtige Gestalt von Volkskunst.“

Die „Eliten“ sind jedoch keine Akteure einer Verschwörung. Sie seien nicht dahingehend gesinnt, die Kultur, ihres kritischen Einflusses wegen, zu beherrschen und sie in die Trivialität zu treiben, sondern sie sind Akteure des Kapitalismus, der durch die Struktur seiner selbst „versucht“, alles zur Ware zu machen.
Mit der Degeneration der Kultur zu Ware muss, wer in seiner Freizeit die Kultur in Anspruch nehmen will, also der Konsument, rechnen. Der Konsument wiederum muss von der Industrie mit dem bedient werden, was er will, was er versteht, was ihn nicht verwirrt, mit eingängigen Melodien, einfach gestrickten Krimis und Filmen, bei denen man von Anfang an weiß, wer am Ende lachen wird. Genau dies ist nun die Wechselwirkung zwischen dem Subjekt und der Kulturindustrie. Dieser Kreislauf, oben schon häufig und immer wieder beschrieben, ist der Teufelskreis, aus dem der Ausweg nicht gefunden wurde, und aus dem ein Ausweg möglicherweise gar nicht existiert.

## Einfluss der Ideologie, die Kulturindustrie affirmiert, auf die Gesellschaft
Die Folgen der Kulturindustrie auf die geistige Haltung der Gesellschaft sind nicht nur die geistige Stagnation, es sind vielfältige andere. Man kann diese unterteilen in:
1. Einfluss auf das Subjekt: Kulturindustrie wirkt hier als Vermittler zwischen Industrie und Publikum. In dieser Vermittlerposition hat sie auch einen Einfluss auf die Bewusstseinsbildung der Menschen, denn was durch Kulturobjekte nicht verbreitet wird, die, wie schon konstatiert wurde, teilhaben an dem Wesen der Kulturindustrie, geschieht heutzutage nicht.
2. Die Wirkung im Subjekt: Kulturindustrie verhindert die Ausbildung der Fähigkeit zu kritischem Denken. Dadurch wird auch verhindert, dass der Mensch dieser Kulturindustrie mit Widerspruch entgegentritt.

Kulturindustrie ist also auch herrschaftsstabilisierend. Diese Herrschaftsstabilisierung ist nicht ein Mitläufer der Wirkungen von Kulturindustrie, sondern Wesen der Kulturindustrie. Sie suggeriert ihre Gedanken dem Publikum. Kulturindustrie erreicht mit dieser Suggestivkraft, dass sie selbst den Menschen die Maßstäbe definiert, nach denen diese die Kulturindustrie bemessen sollen. Adorno bringt dazu in der Minima Moralia ein Beispiel:

„Es gehört zum Mechanismus der Herrschaft, die Erkenntnis des Leidens, das sie produziert, zu verbieten, und ein gerader Weg führt vom Evangelium der Lebensfreude zur Errichtung von Menschenschlachthäusern so weit hinten in Polen, dass jeder der eigenen Volksgenossen sich einreden kann, er höre die Schmerzensschreie nicht mehr.“

Dies ist der Verblendungszusammenhang, den Adorno immer wieder konstatiert, und der für ihn im höchsten Sinne undemokratisch ist.
Neben dem herrschaftsstabilisierenden Moment ist der Kulturindustrie auch noch etwas anderes immanent: Die Ablenkung der Menschen vom Wesentlichen (dem Kulturobjekt) hin zum Sekundären. Adorno/Horkheimer konstatieren, dass „anstelle des Genusses ein Dabeisein und Bescheidwissen“ tritt. Thomas Gebur gibt dazu folgendes Beispiel:

„Der Opernbesuch verkommt zum gesellschaftlichen Ereignis; der Tauschwert einer Premiere besteht in Sehen und Gesehen werden. […] Es [das Werk, die Oper] ist nur noch Anlass eines Events.“

Nicht also der Inhalt einer Oper zählt, sondern die Präsenz und das „Geschwätz“ nebenbei. Gedacht wird, wie dieses Stück auf die Öffentlichkeit wirkt, wie das Wissen um dieses Stück die subjektive gesellschaftliche Stellung beeinflusst; gedacht wird, was das Auftreten, das Teilnehmen an diesem Event einem nützen könnte; gedacht wird, was der andere denkt. Auch dieses ist ein Zeichen dafür, dass Autonomie verloren ging. Adorno spitzt dies zu, indem er schreibt, einst durfte man nicht wagen, frei zu denken; jetzt wäre dies möglich, aber man könne nicht mehr, weil man nur noch denken wolle, was man wollen solle, und eben das würde als Freiheit empfunden.

## Kulturindustrie und Massenkultur
Ein Kernpunkt der Dialektik der Aufklärung ist die „Aufklärung als Massenbetrug“. Unter Kulturindustrie ist die kommerzielle Vermarktung von Kultur zu verstehen; der Industriezweig, der sich gezielt mit der Herstellung von Kultur beschäftigt. Im Gegensatz dazu steht die authentische Kultur.
Nach der Auffassung Horkheimers und Adornos raubt industriell hergestellte Kultur dem Menschen die Phantasie und übernimmt das Nachdenken für ihn. Die Kulturindustrie liefert die „Ware“ so, dass dem Menschen nur noch die Aufgabe des Konsumenten zukommt. Durch Massenproduktion ist alles gleichartig und unterscheidet sich höchstens in Kleinigkeiten. Alles wird in ein Schema gepresst und erwünscht ist es, die reale Welt so gut wie möglich nachzuahmen. Triebe werden so weit geschürt (z. B. durch erotische Darstellungen), dass eine Sublimierung nicht mehr möglich ist.
Als Beispiel lässt sich der Kinofilm anführen. Prinzipiell sind alle Filme ähnlich. Sie sind darauf ausgelegt, die Wirklichkeit möglichst gut wiederzugeben. Auch Fantasy-Filme, die den Anspruch erheben, nicht realitätsnah zu sein, werden den Anforderungen nicht gerecht. Egal, wie außergewöhnlich sie sein wollen, das Ende ist zumeist schnell absehbar, da das grundsätzliche Handlungsschema kaum variiert wird.
Das Ziel der Kulturindustrie ist – wie in jedem Industriezweig – ökonomischer Art. Alles Bemühen ist auf wirtschaftliche Erfolge ausgerichtet.
Die authentische Kultur hingegen ist nicht zielgerichtet, sondern Selbstzweck. Sie fördert die Phantasie des Menschen, indem sie Anregungen gibt, aber anders als die Kulturindustrie, den Freiraum für eigenständiges menschliches Denken lässt. Authentische Kultur will nicht die Wirklichkeit nachstellen, sondern weit über sie hinausgehen. Sie ist individuell und lässt sich nicht in ein Schema pressen.
Als Ursachen für die Entstehung von Kulturindustrie führen Horkheimer und Adorno an, dass sich Firmen finden, die Kultur vermarkten und dadurch das ökonomische Ziel der Profitmaximierung verfolgen. Durch diesen Umstand bleibt Kultur nicht, was sie ist bzw. sein soll, sondern wird eine Ware wie jede andere.
Der Kulturindustrie-These wird häufig Kulturpessimismus unterstellt, da sie scheinbar „Massenmedien“ und ihre Konsumenten verurteilt. Kulturindustrie ist für Adorno/Horkheimer jedoch keine Massenkultur als Kultur der Massen, von ihnen hervorgebracht und sie repräsentierend, sondern die scheinbar demokratische Teilnahme der Massen an Kultur ist „Massenbetrug“. Horkheimer und Adorno wählten den Begriff der Kulturindustrie im Unterschied zu Massenkultur oder -medien.
„Immerwährend betrügt die Kulturindustrie ihre Konsumenten um das, was sie immerwährend verspricht“
Selbst die Zerstreuung am Feierabend gewährt die Kulturindustrie nicht: „Amusement ist die Verlängerung der Arbeit unterm Spätkapitalismus“
Horkheimer und Adorno ging es in ihrer Kritik vor allem um die Verfransung der Künste und die Entkunstung der Kunst, eine Entschärfung der Kunst durch die Kulturindustrie. Kunstwerke werden zu Waren: Beethoven, Mozart und Wagner werden nur noch als Versatzstücke aus der Reklame gekannt. Für die Kritische Theorie ist das Entscheidende nicht der Ausverkauf der Kunst, sondern die Art und Weise, wie sich Kunst und Kultur als warenförmige Produkte verändern und wie sich dadurch auch die Umgangsweisen mit Kultur verändern.
„Kultur heute schlägt alles mit Ähnlichkeit“ – Subversion ist für Adorno und Horkheimer nicht mehr möglich.

## Rezeption
Von Seiten mancher Pop-Theoretiker und vor allem von Seiten der Cultural Studies wird der Kulturindustrie-These teilweise vorgeworfen, das subversive Moment von Populärkultur zu vernachlässigen. Teilweise werden dabei Walter Benjamins Überlegungen zur Möglichkeit der Massenmedien starkgemacht.
Die Kritik geht meist in die Richtung, dass Subkulturen, die sich innerhalb der Popkultur gebildet haben, wie Rock‘n‘Roll, Beatmusik, Punk, Post-Punk/New-Wave, Techno und Hip-Hop, durchaus subversives Potential besitzen und Widerständigkeit hervorrufen können. Die vermeintliche Unvereinbarkeit von Massenkultur und individueller Aneignung eines Kulturerzeugnisses wird dabei geleugnet. Deutlich radikaler ist Michel de Certeau, der aufbauend auf Michel Foucault und Ludwig Wittgenstein sich dagegen verwehrt, die Konsumenten in der Kulturtheorie herablassend als passiv zu imaginieren. Sein Fokus liegt auf den Freiräumen, die jedes noch so engmaschige Kontrollsystem lassen muss, und damit auf den aktiven, kreativen Nutzern vorgegebener (kultureller) Strukturen, mithin den Konsumenten von Popkultur, mit deren eigensinniger Aneignung vorgegebener alltäglicher Strukturen, die in ihrer Alltäglichkeit und vielfältigen Unscheinbarkeit dem Blick der Kontrolleure und damit auch dem Blick der Soziologen und Kulturtheoretiker entzogen sind.
Auch Adornos Abneigung gegen Jazz, für ihn ein Produkt der Kulturindustrie, steht häufig zur Debatte: So wird die Rolle des Jazz in und für die afro-amerikanische Bewegung angeführt, die Adorno übersehen habe. Zu diesem Thema veröffentlichte der Publizist Joachim-Ernst Behrendt 1953 in der Zeitschrift Merkur eine Replik auf Adornos Jazzkritik, in der er sich für den Anspruch des Jazz starkmachte, zu den ernstzunehmenden Kunstrichtungen gezählt zu werden. In der Folge entspann sich zwischen Adorno und Behrendt ein offener Briefwechsel, in dem es Behrendt jedoch nicht gelang, Adorno zu überzeugen. Der Soziologe Heinz Steinert sieht den Grund dafür in Behrendts Bereitschaft, Adornos Begriffspaar „Kulturindustrie“ und „autonomes Kunstwerk“ grundsätzlich anzuerkennen, und versuchte 1992 seinerseits, Adornos Jazzkritik zu widerlegen, indem er die Nicht-Anwendbarkeit dieses Denkmusters auf den Jazz konstatierte.